# مقاطعة بونكوم (كارولاينا الشمالية)
مقاطعة بونكوم (بالإنجليزية: Buncombe County)‏ هي إحدى مقاطعات ولاية كارولاينا الشمالية في الولايات المتحدة الأمريكية. مركز المقاطعة أو مقعدها هي مدينة آشفيل. تأسست هذه المقاطعة سنة 1791.أصل هذه المقاطعة يأتي من: مقاطعة بورك ومقاطعة روذرفورد.

## أعلام
- جوزيف لين
- هام هايت
- جون براون